# مایکل پولاک
مایکل راس پولاک (انگلیسی: Michael Ross Pollack؛ زادهٔ ۲۶ آوریل ۱۹۹۴) ترانه‌پرداز و تهیه‌کننده موسیقی اهل ایالات متحده آمریکا است. او به عنوان ترانه‌سرا با خوانندگانی از جمله مایلی سایرس، مارون ۵، جاستین بیبر، سلنا گومز، کیتی پری، جوناس برادرز، بیانسه، لیزو، کلی کلارکسون و خوانتده‌های دیگر همکاری داشته است. ترانهٔ «خاطرات» از مارون ۵ در فوریه ۲۰۲۰ به جایگاه شماره یک تاپ ۴۰ رادیو ایالات متحده رسید؛ این نخستین باری بود به این جایگاه می‌رسد، و در فوریه ۲۰۲۲، با ترانهٔ «روح» از جاستین بیبر، برای دومین بار به جایگاه شماره یک رسید. برای سومین بار، در فوریه ۲۰۲۳، با ترانه «گل‌ها» از مایلی سایرس به این جایگاه دست یافت. در ژانویه ۲۰۲۳، ترانه «گل‌ها» به جایگاه شماره یک بیلبورد هات ۱۰۰ رسید.